# Cannomois
Cannomois é um género botânico pertencente à família Restionaceae.